# Theatre of Fate
Theatre of Fate è il secondo album della band heavy metal brasiliana Viper, pubblicato dalla Massacre Records nel 1989. Fu ristampato dalla Paradoxx Music in edizione 2 in 1 con l'album Soldiers of Sunrise.
Moonlight è basata sulla Moonlight Sonata di Beethoven.

## Tracce
1. Illusions - 1:51
2. At Least a Chance - 3:59
3. To Live Again - 3:29
4. A Cry from the Edge - 5:11
5. Living for the Night - 5:26
6. Prelude to Oblivion - 3:45
7. Theatre of Fate - 6:18
8. Moonlight - 4:40

## Formazione
- Andre Matos - voce
- Pit Passarell - basso
- Yves Passarell - chitarra solista
- Felipe Machado - chitarra ritmica
- Sérgio Facci - batteria